# Benjamin Morgaine
Benjamin Morgaine, né le 3 avril 1978 à Lyon, est un animateur de télévision, radio, producteur et acteur franco-égyptien. Il est le troisième homme de la bande de Michaël Youn et de septembre 2012 à juin 2015, un des auteurs des Guignols de l'info.
Partie intégrante du trio Youn-Desagnat-Morgaine, il est depuis 2005 à la tête d'une société de production, JokeBox et Princesse Béli depuis 2013.
Il présente des émissions comme Le Morning Night avec Michaël Youn et Vincent Desagnat sur M6 et Frogger : le jeu vidéo grandeur nature en compagnie de Vincent Desagnat sur Gulli.

## Biographie
Né le 3 avril 1978, Benjamin Morgaine a étudié au Studec (Studio école de France, L'école des radios), où il rencontre Michaël Youn. Il en est sorti diplômé en 1998. Il a débuté aux côtés d'Arthur sur Europe 1 dans l'émission Arthur et les Pirates. Il retrouvera Michaël Youn pour écrire et interpréter des sketchs dans le Morning Live avec Vincent Desagnat.

### Carrière

#### Scénariste
- 2004 - co-scénariste du film Les 11 Commandements.
- 2016 - co-scénariste du film Les Tuche 2 : Le Rêve américain.
- 2018 - co-scénariste du film Brillantissime

### Avec Michaël Youn
- Avec Michaël Youn et Vincent Desagnat, il rejoint l’équipe du Morning Live en 2000
- En 2002, il fait partie du groupe Bratisla Boys inspiré d'un sketch de l'émission matinale
- En 2003, Benjamin fait une apparition dans le film La Beuze en interprétant le rôle du DJ.
- En 2004, il est co-scénariste et acteur du film Les 11 commandements.
- En 2006, il apparaît dans Incontrôlable dans le rôle d’un amoureux transi dans un parc.
- En 2006, on le verra surtout dans le groupe Fatal Bazooka (personnage créé dans le Morning Live) en rappeur marseillais.

### Autres activités
- En 2005, il participe aussi à Iznogoud, pour une petite apparition amicale.
- Toujours en 2005, il apparaît également dans le clip J'avais quelqu'un de Natasha Saint-Pier.
- Plus tard, il co-anime l'émission Grand Zapping de l'Humour sur France 2.

Il est coauteur pour la mini-série Une minute avant sur Canal+ avec notamment Lionel Dutemple, Julien Hervé et Philippe Mechelen. Il est à la tête de sa boîte de production Jokebox depuis 2005 avec laquelle il produit pour différentes chaines hertziennes. Il produit et coprésente l’émission Menu W9 avec son compère Vincent Desagnat sur W9 de 2006 à 2013.
De la rentrée 2012 à juin 2015, il est l'un des auteurs des Guignols de l'info.
Depuis 2015 il relance sa société de production JokeBox.

## Filmographie
- 2003 : La Beuze, de François Desagnat et Thomas Sorriaux : Le DJ du bar de la plage
- 2004 : Les 11 commandements, de François Desagnat et Thomas Sorriaux : Ben
- 2005 : Iznogoud, de Patrick Braoudé : Un barbare
- 2006 : Incontrôlable, de Raffy Shart : Un amoureux du parc
- 2023 : BDE de Michaël Youn